# Modesto de Souza
Modesto de Souza (São Miguel dos Campos, 13 de novembro de 1894 - Rio de Janeiro, 20 de agosto de 1967), foi um ator brasileiro . Pai do também ator Jackson de Souza.

## Filmografia
| Ano  | Título                    | Papel                      |
| ---- | ------------------------- | -------------------------- |
| 1939 | Anastácio                 | Cachacinha                 |
| 1940 | O Simpático Jeremias      | Bernardo                   |
| 1944 | Romance Proibido          | —                          |
| 1944 | Romance de um Mordedor    | —                          |
| 1946 | Cem Garotas e um Capote   | Amigo da onça              |
| 1948 | Falta Alguém no Manicômio | Jerônimo                   |
| 1948 | ... E o Mundo Se Diverte  | Damião, diretor do teatro. |
| 1949 | Carnaval no Fogo          | Empregado                  |
| 1949 | Terra Violenta            | —                          |
| 1950 | Cascalho                  | —                          |
| 1952 | Tico-tico no Fubá         | Luís                       |
| 1952 | Sai da Frente             | Tobias Januário            |
| 1954 | Carnaval em Caxias        | Prefeito de Caxias         |
| 1954 | Rua Sem Sol               | Sr. Brito                  |
| 1955 | A Carrocinha              | Prefeito Juca Miranda      |
| 1955 | Rio, 40 Graus             | Proprietário da terra      |
| 1955 | Leonora dos Sete Mares    | Sr. Teixeira               |
| 1957 | Osso, Amor e Papagaios    | Bastos, o farmacêutico     |
| 1959 | Orfeu do Carnaval         | —                          |
| 1962 | Entre Mulheres e Espiões  | Cientista                  |
| 1967 | Terra em Transe           | Senador                    |

## No teatro[5]
- Nhô Manduca (1914)
- Tournée da Companhia de Eduardo Nunes (1919)
- Aves de Arribação (1927)
- Rancho da Serra (1929)
- Meu Brasil (1930)
- Sorrisos de Mulher (1931)
- Casamento a Yankee (1931)
- No Fim da Certo (1934)
- A Princesa e o Professor (1936)
- Adeus, Nobreza! (1936)
- Paulo e Virgínia (1936)
- Um Sogro do Barulho (1936)
- Anastácio (1936-1937)
- A Dança dos Milhões (1937)
- Aonde Vais, Coração? (1940)
- Chuvas de Verão (1940)
- Eu, Tu e Ele! (1940)
- Feia (1940)
- O Trophéo (1940)
- Querida! (1940)
- Ciumenta (1941)
- Hotel da Felicidade (1941)
- O Sábio (1941)
- Tudo pela Moral (1941)
- Deus Lhe Pague (1942)
- Mania de Grandeza (1942)
- Mocidade (1942)
- O Destruidor de Mulheres (1942)
- O Burro (1942)
- O Sábio (1942)
- Sindicato de Mendigos (1942)
- Um Milhão de Mulheres (1942)
- A Casa de Seu Tomaz (1943)
- A Pensão de D. Estela (1943)
- Boneco de Palha (1943)
- Burro de Carga (1943)
- Coitado do Libório! (1943)
- Mania de Grandeza (1943)
- Plano Massot (1945)
- O Grande Alexandre (1949)
- A Mulher do Seu Adolfo (1950)
- Me Leva Que Eu Vou (1950)
- O Grande Alexandre (1954)
- Agora a Coisa Vai (1956)
- Rumo à Brasília (1957)
- O Sr. Puntila e Seu Criado Matti (1962)
- As Aventuras de Ripió Lacraia (1963)
- A Torre em Concurso (1964)
- Os Azeredo Mais Os Benevides (1964)
- O Berço do Herói ‘censurada’ (1965)
- O Bravo Soldado Schweik (1967)
- Sabiá 67 (1967)